# STS-100
STS-100 или Полет 6А e сто и четвъртата мисия на НАСА по програмата Спейс шатъл и шестнадесети полет на совалката Индевър. Това е петнадесети полет към МКС и девети на совалка към нея.

## Екипаж
| Пост                                | Астронавт                                       |
| ----------------------------------- | ----------------------------------------------- |
| Командир                            | Кент Роминджър пети космически полет            |
| Пилот                               | Джефри Ашби втори космически полет              |
| Специалист на мисията 1             | Скот Паразински четвърти космически полет       |
| Специалист на мисията 2 бординженер | Джон Филипс първи космически полет              |
| Специалист на мисията 3             | Кристофър Хадфийлд (СSA) втори космически полет |
| Специалист на мисията 4             | Умберто Гуидони (ЕSA) втори космически полет    |
| Специалист на мисията 5             | Юрий Лончаков (РКA) първи космически полет      |

- Броят на полетите е преди и включително тази мисия.

## Полетът
STS-100 доставя на борда на МКС един от основните елементи на Мобилната система за обслужване MSS (на английски: Mobile Servicing System) – дистанционния манипулатор на космическата станция SSRMS (от английски: Space Station Remote Manipulator System), разработен и създаден от канадската фирма MDA Space Missions (по-рано известна с името MD Robotics, а още по-преди SPAR Aerospace). Манипулатора SSRMS, заедно с няколко други елементи на MSS, е приносът на Канада в проекта „Международна космическа станция“, и е предназначен за изпълнение на операциите по строителството и обслужването на станцията за целия срок на полет на станцията.
По време на мисията се провежда и първият полет на „Рафаело“ – вторият (от три) многофункционален модул за материално-техническо снабдяване на станцията (MPLM, от английски: Multi-Purpose Logistics Module). Модулите са предназначени за транспортиране на товари до Международната космическа станция, и обратно с отработени материали за Земята. Модулът е предоставен на НАСА от Италианската космическа агенция (АSI). Влиза в състава на американския сегмент на МКС и е собственост на САЩ.
Извършени са две космически разходки от астронавтите Кристофър Хадфийлд и Скот Паразински. По време на тях е направено разгръщане и монтаж на Канадарм2 и инсталиране и монтаж на антена, работеща в UHF-диапазона.

## Факти
- По време на полета височината на орбитата на станцията е „повдигната“ чрез двигателите на совалката;
- След откачването совалката прави обиколка около МКС, включително със заснемане с камера IMAX;
- Астронавтът Кристофър Хадфийлд става първият канадски астронавт, направил космическа разходка.

## Параметри на мисията
- Маса на совалката при старта: 103 506 кг
- Маса на совалката при приземяването: 99 742 кг
- Маса на полезния товар: 4899 кг
- Перигей: 377 км
- Апогей: 394 км
- Инклинация: 51,6°
- Орбитален период: 92.3 мин

Скачване с „МКС“
- Скачване: 21 април 2001, 13:59:00 UTC
- Разделяне: 29 април 2001, 17:34:00 UTC
- Време в скачено състояние: 8 денонощия, 3 часа, 35 минути, 00 секунди.

### Космически разходки
| № | Участници                            | Начало                  | Край                    | Продължителност  |
| - | ------------------------------------ | ----------------------- | ----------------------- | ---------------- |
| 1 | Скот Паразински и Кристофър Хадфийлд | 22 април 2001 11:45 UTC | 22 април 2001 18:55 UTC | 7 часа 10 минути |
| 2 | Скот Паразински и Кристофър Хадфийлд | 24 април 2001 12:34 UTC | 24 април 2001 20:14 UTC | 7 часа 40 минути |

## Галерия
- Екипажът малко преди старта на мисията.
- Старта на совалката.
- Друг ъгъл на старта.
- Астронавтите по време на монтажа на Канадарм2.